# Попова Ганна Омелянівна
Ганна Омелянівна Попова (1918, село Михайлівка, тепер Первомайського району Харківської області — ?) — українська радянська діячка, ланкова колгоспу «Червоний Жовтень» Олексіївського району Харківської області. Депутат Верховної Ради УРСР 2-го скликання.

## Життєпис
Народилася у бідній селянській родині. У 1929—1935 роках — колгоспниця, у 1935—1941 роках — ланкова технічних культур  колгоспу «Червоний Жовтень» села Михайлівки Олексіївського району Харківської області. Добивалася високих врожаїв цукрового буряка.
Член ВКП(б) з 1940 року.
У 1941 році — у Червоній армії, учасниця німецько-радянської війни. Працювала санітаркою. Зазнала важкого поранення, стала інвалідом ІІ-ї групи, лікувалася у тилу (міста Коканд та Фергана Узбецької РСР).
З 1944 року — колгоспниця, ланкова колгоспу «Червоний Жовтень» села Михайлівки Олексіївського району Харківської області. У 1946 році зібрала по 517 центнерів цукрових буряків із гектара.
Обиралася заступником секретаря територіальної партійної організації, членом Олексіївського районного комітету КП(б)У Харківської області.

## Нагороди
- медаль «За доблесну працю у Великій Вітчизняній війні 1941—1945 років»
- Велика срібна медаль Всесоюзної сільськогосподарської виставки (1940)